# Ursinia paleacea
Ursinia paleacea là một loài thực vật có hoa trong họ Cúc. Loài này được (L.) Moench miêu tả khoa học đầu tiên năm 1794.